# Syagrus glazioviana
Syagrus glazioviana är en enhjärtbladig växtart som först beskrevs av Carl Lebrecht Udo Dammer, och fick sitt nu gällande namn av Odoardo Beccari. Syagrus glazioviana ingår i släktet Syagrus och familjen Arecaceae. Inga underarter finns listade i Catalogue of Life.